# ステイ・ウィズ・ミー (エイス・ワンダーの曲)
「ステイ・ウィズ・ミー」（Stay with Me）は、イギリスのロック・バンド、エイス・ワンダーが1985年にリリースしたデビュー曲。

## 概要
本国イギリスのシングルチャートでは、65位止まりであったが、イタリアのチャートで1位、日本のオリコン洋楽シングルチャートで1986年4月14日付から8週連続1位を記録するなど、他国で大ヒットした。
日本ではフジテレビのキャンペーンソングにも使われた。

## カバー
- STAY WITH ME - BIGBEAT MIX -（Remixed by DJ nagureo、2000年） - コナミ（現・コナミアミューズメント）の音楽ゲーム『beatmania CORE REMIX』に収録。